# Blanokřídlí
Blanokřídlí (Hymenoptera) jsou řádem hmyzu vyznačujícím se dvěma páry blanitých křídel. Mezi blanokřídlé patří mimo jiné vosy, včely a mravenci. Patří k nejrozšířenějším zástupcům hmyzí říše, jen v České republice se vyskytuje asi 7000 druhů. Studiem blanokřídlých se zabývá věda zvaná hymenopterologie.

## Evoluce
První zástupci této hmyzí skupiny se objevují v období triasu, asi před 235 miliony let. Vysoce specializované skupiny, jako jsou včely a mravenci, se objevují nejpozději na počátku pozdní křídy, asi před 100 miliony let. To dokazují zejména nálezy v barmském jantaru, staré zhruba 99 milionů let (věk cenoman).

## Vývoj
Blanokřídlí jsou hmyzem s proměnou dokonalou. Z vajíček se líhnou beznohé larvy, které se po určité době zakuklí, a z kukly se zanedlouho líhne dospělec.

## Tělo
Tělo se dělí na hlavu, hruď a zadeček. Na hlavě mají 1 pár tykadel a 1 pár složených očí. Na hrudi mají 3 páry končetin a 2 páry blanitých křídel. Zadní křídla jsou menší a jsou překryta předními.

## Hlavní znaky

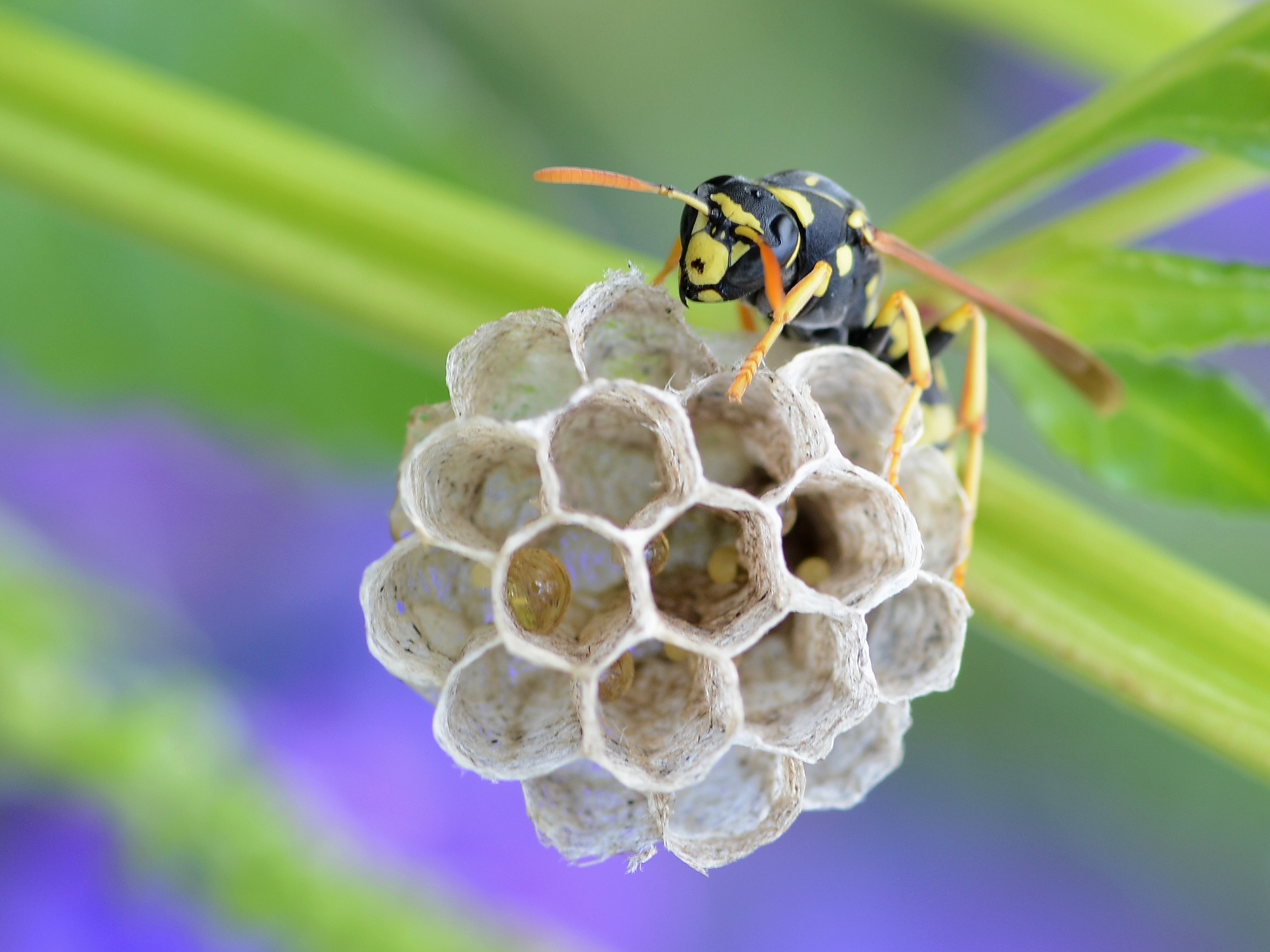
Královna vosíka hlídá své hnízdo

Blanokřídlí jsou gonochoristé, pohlaví je určeno haplodiploidně, z oplozených (diploidních) vajíček se líhnou samice, z neoplozených naopak haploidní samci. Relativně častým jevem u tohoto řádu je eusocialita, která se vyskytuje u mravenců a některých druhů včel, vos a čmeláků, a také další formy sociálního chování. S tím je také spojena poměrně rozvinutá komunikace (např. u včely medonosné, u které bývá také nazývána porozuměním či kontaktem).
Řád je rozdělen na dva podřády: štíhlopasí (Apocrita) a širopasí (Symphyta). Podřád širopasí je ale, jak se ukazuje, nepřirozený, polyfyletický. Z pohledu člověka řád obsahuje jak druhy užitečné, což jsou například včely medonosné, lumci (parazitoidi na mnohdy škodlivém hmyzu) a také opylovači květů, tak škodlivé druhy, například pilořitku velkou, která škodí lesním porostům.

### Znaky dospělců
Blanokřídlí jsou po broucích a motýlech třetím největším hmyzím řádem. Mají blanitá křídla s tendencí k redukci žilnatiny, zpravidla zcela průsvitná, někdy ztmavělá (Apidae – včelovití, Scoliidae – žahalkovití), velice jemně chloupkovaná. Většinou jsou vyvinuta ve dvou párech, mohou však být silně redukovaná (drobné parazitické druhy) nebo zcela scházejí (dělnice mravenců, některé formy žlabatek). Přední křídla jsou delší než zadní. Na předním okraji zadních křídel jsou háčky a na zadním okraji předních křídel je výkrojek. Tato zařízení, zapadající do sebe, spojují křídla a umožňují bezpečnější a pravidelnější let. Zátěž letu spočívá na předních křídlech. V klidu jsou křídla složena ploše na těle. Širopasí (Symphyta) létají těžce a lenivě, ale spousta jiných druhů tráví velkou část svého života za letu.

### Znaky larev
Larvy blanokřídlých jsou dvojího typu, podle toho se dělí na dva podřády.

#### Podřád: Širopasí (Symphyta)

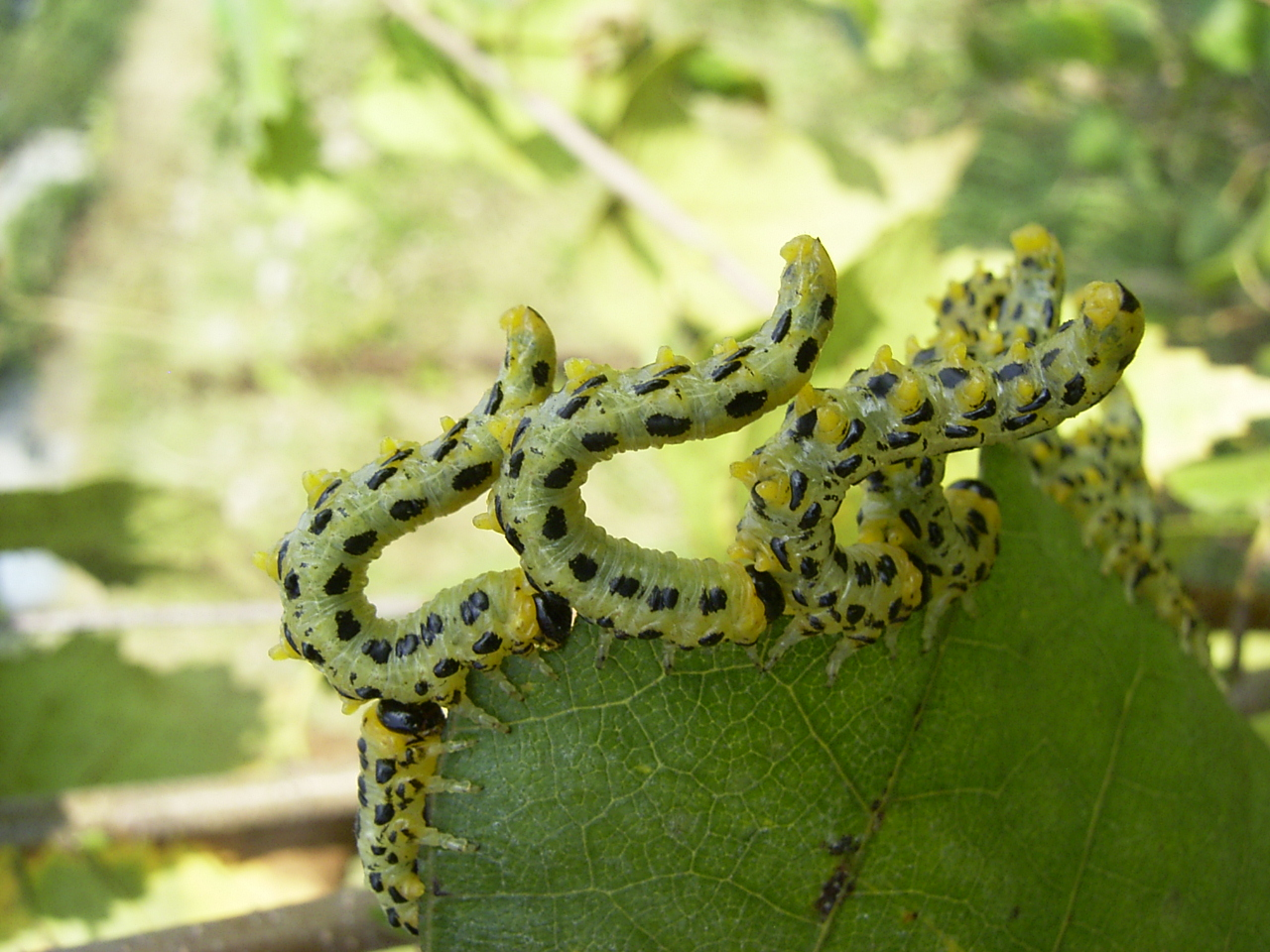
Housenice pilatky lískové

Širopasí mají zavalité polypodní larvy, zvané housenice podobné housenkám. Tyto larvy jsou volně pohyblivé, mají výraznou hlavu, 3 páry mohutných hrudních článkovaných končetin (slouží k přidržení), panožky na každém abdominálním článku (nejméně 6 párů panožek) a 1 pár pošinek (nepravé anální panožky). Jsou býložravé a často žijí pospolitě.
- čeleď: bodruškovití (Cephidae)
- čeleď: jehlatkovití (Xyelidae)
- čeleď: ploskohřbetkovití (Pamphiliidae)
- čeleď: dřevulovití (Orussidae)
- čeleď: pilořitkovití (Siricidae)
- čeleď: hřebenulovití (Diprionidae)
- čeleď: paličatkovití (Cimbicidae)
- čeleď: pilatěnkovití (Argidae)
- čeleď: pilatkovití (Tenthredinidae)
- čeleď: zubatkovití (Megalodontesidae)[2][3]
- čeleď: Anaxyelidae
- čeleď: pilovrtkovití (Xiphydriidae)[4]
- čeleď: Blasticotomidae
- čeleď: Pergidae

#### Podřád: Štíhlopasí (Apocrita)
Druhým typem jsou slepé a beznohé larvy červovitého tvaru, které nejsou aktivně pohyblivé, které se vyskytují u štíhlopasých. Žijí na těle nebo v těle hostitelů, nejčastěji motýlích kukel, housenek a broučích larev a svého hostitele zaživa pomalu stravují. Červíkovité larvy žlabatek žijí v hálkách na různých rostlinných orgánech. Z vajíček, nakladených v podzemních (i nadzemních) chodbách hnízd mravenců se líhnou larvy, které nejsou schopny se samy živit. Jsou krmeny dělnicemi. Podobně je tomu s larvami v hnízdech vos.
- čeleď: hbitěnkovití (Bethylidae)
- čeleď: lapkovití (Dryinidae)
- čeleď: zlatěnkovití (Chrysididae)
- čeleď: kovověnkovití (Pteromalidae)
- čeleď: kutilkovití (Sphecidae)
- čeleď: lumčíkovití (Braconidae)
- čeleď: lumkovití (Ichneumonidae)
- čeleď: srpuškovití (Gasteruptiidae)
- čeleď: švábomarovití (Evaniidae)
- čeleď: včelovití (Apidae)
- čeleď: vejcomarovití (Scelionidae)
- čeleď: hrabalkovití (Pompilidae)
- čeleď: sršňovití (Vespidae)
- čeleď: kodulkovití (Mutillidae)
- čeleď: mravencovití (Formicidae)
- čeleď: žahalkovití (Scoliidae)
- čeleď: žlabatkovití (Cynipidae)
  - a cca 60 dalších čeledí …[2]